# Eduard Lăzărescu
Eduard Lăzărescu (n. 1885 – d. 23 august 1948, Iași, România) a fost un om politic român, care a îndeplinit funcția de primar al municipiului Iași în perioada 10 martie 1945 - septembrie 1947. În iunie 1927, Lăzărescu a fost numit prefect al poliției orașului Iași, iar în anii următori a fost de două ori prefect al județului Iași și deputat din partea Partidul Național Liberal. A încetat din viață la Iași și a fost înmormântat la Cimitirul „Eternitatea”.